# Jonas Brothers Fall 2005 Promo Tour
Il Jonas Brothers Fall 2005 Promo Tour è stato il primo tour dei Jonas Brothers, per promuovere il loro album di debutto It's About Time. È iniziato il 5 novembre 2005, e si è concluso il 17 dicembre 2005. Il tour è diventato anche una parte del The Cheetah-licious Christmas Tour, i Jonas Brothers sono stati ospiti a sorpresa che hanno aperto sia il The Cheetah Girls e il Aly & AJ per un totale di 10 date.

## Date
| Data             | Città        | Nazione               | Luogo                                  |
| Nord America     | Nord America | Nord America          | Nord America                           |
| ---------------- | ------------ | --------------------- | -------------------------------------- |
| 8 novembre 2005  | Boston       | Stati Uniti d'America | Middle East                            |
| 10 novembre 2005 | Filadelfia   | Stati Uniti d'America | North Star                             |
| 12 novembre 2005 | Bay Shore    | Stati Uniti d'America | Boulton Center for Performing Arts     |
| 20 novembre 2005 | Montclair    | Stati Uniti d'America | Bloomfield Ave. Cafe                   |
| 26 novembre 2005 | Hartford     | Stati Uniti d'America | Webster Underground                    |
| 27 novembre 2005 | Asbury Park  | Stati Uniti d'America | The Stone Pony                         |
| 6 dicembre 2005  | Newark       | Stati Uniti d'America | Performing Arts Center (Cheetah Girls) |
| 7 dicembre 2005  | Syracuse     | Stati Uniti d'America | Landmark Theater                       |
| 9 dicembre 2005  | Albany       | Stati Uniti d'America | Palace Theatre                         |
| 10 dicembre 2005 | Providence   | Stati Uniti d'America | Providence Performing Arts Center      |
| 11 dicembre 2005 | Reading      | Stati Uniti d'America | Sovereign Center                       |
| 12 dicembre 2005 | Toms River   | Stati Uniti d'America | Rittaco Center                         |
| 13 dicembre 2005 | Boston       | Stati Uniti d'America | Orpheum Theatre                        |
| 14 dicembre 2005 | Filadelfia   | Stati Uniti d'America | Kimmel Center                          |
| 15 dicembre 2005 | Wallingford  | Stati Uniti d'America | Chevrolet Theatre                      |
| 17 dicembre 2005 | New York     | Stati Uniti d'America | Nokia Theatre Times Square             |